# Elaeocarpus renae
Elaeocarpus renae är en tvåhjärtbladig växtart som beskrevs av M. J. E. Coode. Elaeocarpus renae ingår i släktet Elaeocarpus och familjen Elaeocarpaceae. Inga underarter finns listade i Catalogue of Life.